# Michael Rouleau
Brigadier General Michael Rouleau. Es un militar canadiense, comandante de las Fuerzas Canadienses de Operaciones Especiales (CANSOFCOM). 

## Biografía
Brigadier General Rouleau trae consigo más de 20 años de experiencia militar y operaciones excepcionales especiales. Él es un excomandante de la Fuerza Especial Conjunta 2, y también ha ocupado altos nombramientos de personal en el Grupo del Ministerio Adjunto (Política), en el Equipo de Transformación del Chief of the Defence Staff (Comando del Estado Mayor de Defensa, en las siglas en inglés como CDS), en el desarrollo de la fuerza, y el ejército canadiense.
El Comandante de CANSOFCOM ofrece el Gobierno de Canadá una alta preparación para las Fuerzas de Operaciones Especiales ágiles, capaces de llevar a cabo operaciones especiales en todo el espectro del conflicto en el país y en el extranjero.
El Comandante del CANSOFCOM también asesora a los Comando del Estado Mayor de Defensa y otros comandantes operacionales en temas de operaciones especiales y el empleo. Sucedió en el cargo al General de División Denis Thompson, en una ceremonia presidida por el General Tom Lawson, Jefe de Estado Mayor de la Defensa. Actualmente es encargado de entrenar a las fuerzas iraquíes por supuesto a cargo de las fuerzas especiales canadienses quienes les instruyen para luchar en la guerra contra el Estado Islámico.